# Chris Diamond
Chris Diamond (* 5. März 1991 in Sevilla, Spanien) ist ein spanischer Pornodarsteller, der seit 2014 in der Sexindustrie tätig ist und neben seinen Fähigkeiten auch für seinen Lebensstil bei seinen Fans beliebt ist.

## Karriere und Leben
Chris veröffentlichte erstmals mit 23 Jahren einen Pornofilm und konnte aufgrund seines Gesichts, schlanken Körpers und seiner überdurchschnittlichen Penisgröße schnell an Aufmerksamkeit knüpfen. Zum Anfang seiner Karriere wurde er als der nächste Nacho Vidal beschrieben, mit dem er auch zusammen arbeitete. Mit der Zeit war Chris unabhängig von Vergleichen und machte sich seinen eigenen Namen Chris Diamond. Männliche Fans sehen aufgrund seines Party-Lebensstils, Kleidungsstils (aktuelle Trends) und seiner starken Promiskuität oft ein Idol in ihm. Mit dem Aufstieg in der Sexindustrie wurde er zu einem der bestbezahlten Pornodarsteller Spaniens und konnte in weiteren Märkten wie Europa und den Vereinigten Staaten seinen Namen bekannt machen. Mit der Zeit erreichte er auch Südamerika, wo er vor allem in Brasilien populär geworden ist. Nach acht Jahren Karriere hat er eigenen Angaben zufolge ca. 800 Frauen beigewohnt.
Nach zahlreichen Nominierungen gelang es ihm im Jahr 2019, als erster Person überhaupt, den XBIZ Europa Award in der höchsten Kategorie für männliche Darsteller Male Performer of the Year (deutsch: Männlicher Darsteller des Jahres) als seine erste relevante Auszeichnung zu erhalten. Hiermit soll er nach XBIZ als der erfolgreichste männliche Pornodarsteller Europas für das Jahr 2019 ausgezeichnet sein.

## Auszeichnungen
Gewonnene Auszeichnungen
- XBIZ Europa Awards
  - 2019: Male Performer of the Year

Nominierungen
- AVN Awards
  - 2017: Male Foreign Performer of the Year
  - 2018: Male Foreign Performer of the Year
  - 2020: Male Foreign Performer of the Year
- Pornhub Awards
  - 2019: Full Mast Top Big Dick Performer
- XBIZ Awards
  - 2020: Foreign Male Performer of the Year
- XBIZ Europa Awards
  - 2020: Best Sex Scene – Feature Movie, Private Gold 222: An American Nymphomaniac in London
  - 2020: Best Sex Scene – Glamcore, 50 Shades of Diamond
  - 2020: Male Performer of the Year